# Вірон
Вірон (швед. Virån) — мала річка на півдні Швеції, у східній частині Йоталанду. Площа басейну  — 588,2 км².  На річці побудовано ГЕС малої потужності. 
Вірон є середовищем проживання кількох рідкісних видів тварин, зокрема перлівниці товстостінної. 

## Географія
За даними Шведського інституту метрології та гідрології, річка Вірон бере початок з озера Сульнен  (швед. Solnen, висота над рівнем моря — 119,3 м, площа — 1,49 км² ) в межах комуни Віммербю лену Кальмар. За іншими даними, витоком річки називається озеро Вер  (швед. Ver, висота над рівнем моря — 82,9 м, площа — 1,44 км²  ), що в межах комуни Гультсфред. Річка протікає у південно-східному напрямку. Долина річки вкрита сільськогосподарськими угіддями та лісами.  Впадає у протоку Кальмарсунд Балтійського моря.  

## ГЕС
На річці 2008 року побудовано ГЕС "Hägerums Kvarn" з встановленною потужністтю 0,175 МВт та з середнім річним виробництвом близько 0,7 млн кВт·год.

## Зовнішні посилання
- Viråns [Архівовано 17 травня 2014 у Wayback Machine.] на сайті Marineregions.org [Архівовано 28 травня 2014 у Wayback Machine.].